# 夏帕特

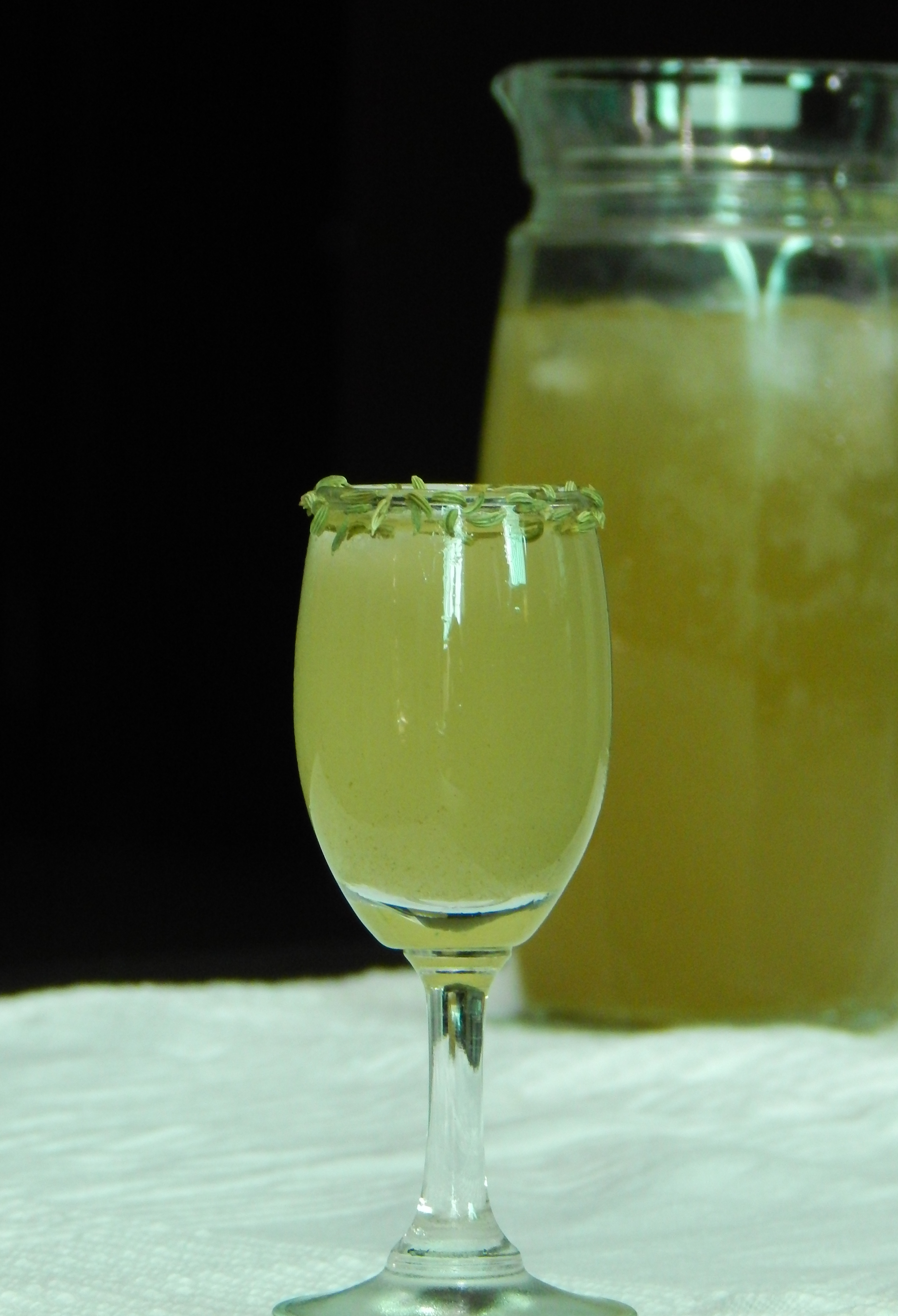
夏帕特

夏帕特（波斯语：شربت），為起源自伊朗的水果飲品，同時它也在土耳其、南亚、高加索和巴尔干半岛地區也廣受普羅大眾的喜愛。夏帕特通常使用水果或者花瓣製作，是一種經過冰鎮的甜蘇打飲料。
除此之外，夏帕特在波黑、阿拉伯世界、阿富汗、巴基斯坦、斯里蘭卡、孟加拉和印度的家庭中亦極為常見，穆斯林們普遍於齋戒月的禁食期間裡食用夏帕特。